# Tintorería

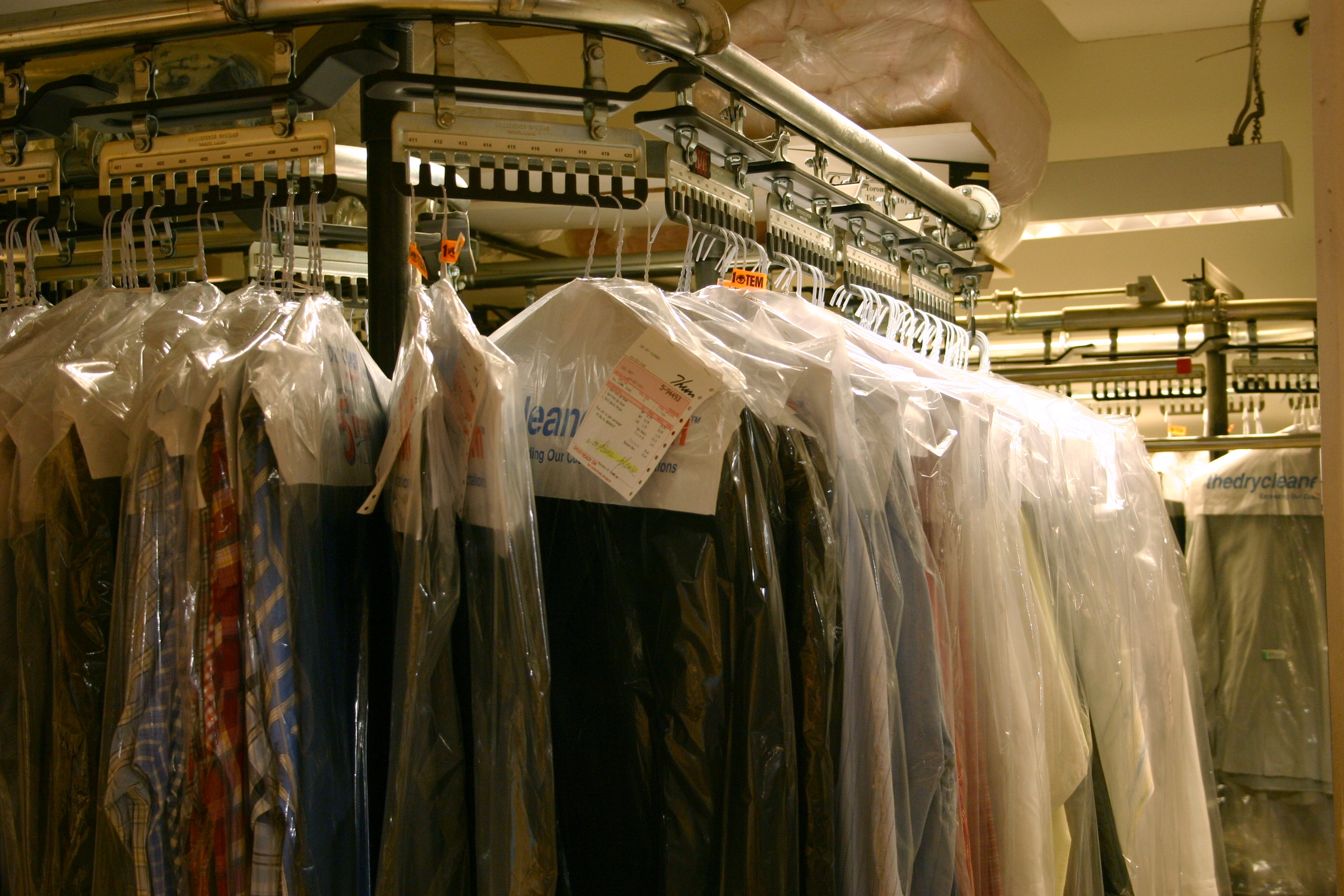
Prendas en el interior de una tintorería.

Una tintorería es un establecimiento especializado en el cuidado y mantenimiento textil. Sus instalaciones están preparadas para limpiar, planchar y mantener las prendas. Las tintorerías pueden encargarse también (aunque no todas) de teñir prendas de ropa (de ahí su nombre). Su objetivo principal es restaurar las prendas de vestir a un estado lo más próximo posible al que tenían cuando eran nuevas.
Dos son fundamentalmente los métodos de limpieza que emplean:  
1. Lavado acuoso (al agua)
2. Limpieza en seco

Las tintorerías siguen un esmerado proceso de selección de las prendas por colores y tejidos. A continuación, se realiza un predesmanchado, limpieza higiénica en máquina, posdesmanchado, aprestos, suavizantes, desodorantes y acabados textiles, etc. 
Cada tipo de tejido requiere de unas condiciones especiales de limpieza y conservación así como, un esmerado y cuidadoso planchado con el uso de planchas profesionales para que la pieza quede como nueva.